# Heteropoda jacobi
Heteropoda jacobi är en spindelart som beskrevs av Embrik Strand 1911. Heteropoda jacobi ingår i släktet Heteropoda och familjen jättekrabbspindlar. Inga underarter finns listade i Catalogue of Life.